# Выборы губернатора Оренбургской области (2014)
Досрочные выборы губернатора Оренбургской области состоялись в Оренбургской области 14 сентября 2014 года в единый день голосования. Это были первые выборы главы региона после 11 летнего перерыва (предыдущие выборы проводились 7 декабря 2003 года) и после того как Государственная дума вернула прямые выборы губернаторов. Выборы выиграл действующий губернатор Юрий Берг, набравший 80 % голосов избирателей. Он был избран на 5 лет.
На 1 июля 2014 года в Оренбургской области было зарегистрировано 1 640 117 избирателей.

## Предшествующие события
Предыдущие прямые выборы губернатора состоялись в декабре 2003 года. На них победил действующий губернатор Алексей Чернышёв. Он был избран на срок 5 лет. Перед выборами, в июне 2003 года, законодательное собрание Оренбургской области увеличило срок пребывания губернатора на своем посту с четырёх до пяти лет. В сентябре 2004 года президент России Владимир Путин предложил заменить прямые выборы глав регионов на утверждение их в должности решениями законодательных органов по предложению президента. Соответствующий законопроект был разработан и принят в декабре 2004 года.
В мае 2005 года Алексей Чернышёв в Москве встретился с президентом РФ Владимиром Путиным и договорился с ним о том, что поставит вопрос о доверии. В июне обращение было подано и президент через процедуру утверждения региональным заксобранием назначил Чернышёва губернатором Оренбургской области на новый пятилетний срок. Инаугурация прошла 15 июня 2005 года.
В начале мая 2010 года партия «Единая Россия» предложила президенту Дмитрию Медведеву к назначению на пост губернатора Оренбургской области три кандидатуры: мэра Орска Юрия Берга, первого вице-губернатора Сергея Грачёва и главного федерального инспектора по области Юрия Удовиченко. Президент Дмитрий Медведев через процедуру утверждения региональным заксобранием назначил губернатором Юрия Берга. Инаугурация прошла 15 июня 2010 года.
В мае 2012 года президент России Дмитрий Медведев подписал закон, вернувший в России прямые выборы глав регионов Закон вступил в силу 1 июня 2012 года.
Губернаторские полномочия Берга истекали в июне 2015 года, однако 14 мая 2014 года 60-летний Юрий Берг обратился к президенту Путину с просьбой о досрочной отставке ради переизбрания в сентябре 2014 года на новый 5-летний срок. Президент просьбу удовлетворил и назначил Берга врио губернатора Оренбургской области.

## Кандидаты
Партии ЛДПР, КПРФ, «Справедливая Россия» выдвинули единого кандидата Сергея Катасонова. Но по запросу Прокуратуры РФ лидер ЛДПР В. Жириновский отозвал его кандидатуру.
Было выдвинуто ещё 8 кандидатов. Из них только 5 прошли регистрацию: Юрий Берг (Единая Россия), Александр Митин (ЧЕСТНО/Человек. Справедливость. Ответственность), Татьяна Титова (Гражданская платформа), Галина Широкова (партия пенсионеров России), Абдрахман Сагритдинов (Партия ветеранов России).

## Прогнозы и аналитика
| Опрос                    | Явка | Берг | Митин | Широкова | Полозов (выбыл) | Титова | Сагритдинов | Затруднились ответить |
| ------------------------ | ---- | ---- | ----- | -------- | --------------- | ------ | ----------- | --------------------- |
| СЦИОМ, 7-14 августа 2014 | 51 % | 68 % | 2 %   | 2 %      | 2 %             | 1,5 %  | 0,5 %       | 24 %                  |

## Результаты
| Явка избирателей                                      | Явка избирателей                                      | Явка избирателей | Явка избирателей |
| ----------------------------------------------------- | ----------------------------------------------------- | ---------------- | ---------------- |
| Число избирателей, включённых в список избирателей    | Число избирателей, включённых в список избирателей    | 1 590 721        | 100 %            |
| Из них приняли участие в выборах (выдано бюллетеней)  | Из них приняли участие в выборах (выдано бюллетеней)  | 702 314          | 44,15 %          |
| Процент испорченных бюллетеней                        |                                                       |                  |                  |
| Приняли участие в голосовании (возвращёно бюллетеней) | Приняли участие в голосовании (возвращёно бюллетеней) | 702 314          | 100 %            |
| Из них действительных бюллетеней                      | Из них действительных бюллетеней                      | 689 526          | 98,24 %          |
| Из них недействительных бюллетеней                    | Из них недействительных бюллетеней                    | 12 342           | 1,76 %           |
| Распределение голосов:                                |                                                       |                  |                  |
| 1.                                                    | Юрий Берг                                             | 563 451          | 80,28 %          |
| 2.                                                    | Александр Митин                                       | 51 725           | 7,37 %           |
| 3.                                                    | Татьяна Титова                                        | 31 616           | 4,50 %           |
| 4.                                                    | Абдрахман Сагритдинов                                 | 24 237           | 3,45 %           |
| 5.                                                    | Галина Широкова                                       | 18 497           | 2,64 %           |
| Число действительных (учтённых) бюллетеней            | Число действительных (учтённых) бюллетеней            | 702 314          | 100 %            |